# Кузанашвили, Ушанги
Ушанги Кузанашвили (род. 9 июля 1984, Сагареджо, Кахетия) — грузинский самбист и дзюдоист. Бронзовый призёр чемпионата Грузии по дзюдо. Бронзовый призёр чемпионата мира по самбо среди студентов 2008 года. Чемпион (2007, 2009-2012), серебряный (2006, 2008) и бронзовый (2004, 2013) призёр чемпионатов Европы, чемпион (2007) серебряный (2011) и бронзовый (2006, 2009) призёр чемпионатов мира. Победитель и призёр международных турниров по самбо. Выступал в легчайшей (до 52 кг), полулёгкой (до 57 кг) и лёгкой (до 62 кг) весовых категориях.